# イコノロジー
イコノロジー（英語: iconology）あるいは図像解釈学（ずぞうかいしゃくがく）は図像を記述・解釈する技術だが、とくに20世紀の美術史学において、図像を生み出した社会や文化全体と関連づけて解釈するために発展した研究手法を指す。

## 概要
ギリシア語の eikon (εικών 肖像) とlogos (λόγος 言葉・理法) を語源とする言葉で、古代には著名人の肖像画を同定・叙述する技術を意味していた。西欧中世では、寓意・象徴といった抽象的な観念を図像によって表現するための技術として体系化された（C.リーパ『イコノロギア』1593年）。
現在の図像解釈学の端緒は、美術史家ヴァールブルクが1912年に発表した15世紀イタリア美術についての研究報告とされるが、本格的に体系化されたのは、パノフスキーの研究においてである。彼はカッシーラーの象徴形式の哲学に大きな影響を受け、より精密で普遍的に応用しうるイコノロジーを提案した。
パノフスキーのイコノロジーの基礎となった論文は、ドイツ語で書かれた「造形芸術作品の記述と内容解釈の問題」（1932年）である。パノフスキーがナチズムから逃れてアメリカに移住してのち修正が加えられ、『イコノロジー研究』（1939年）に「序論」として英語で収められた。

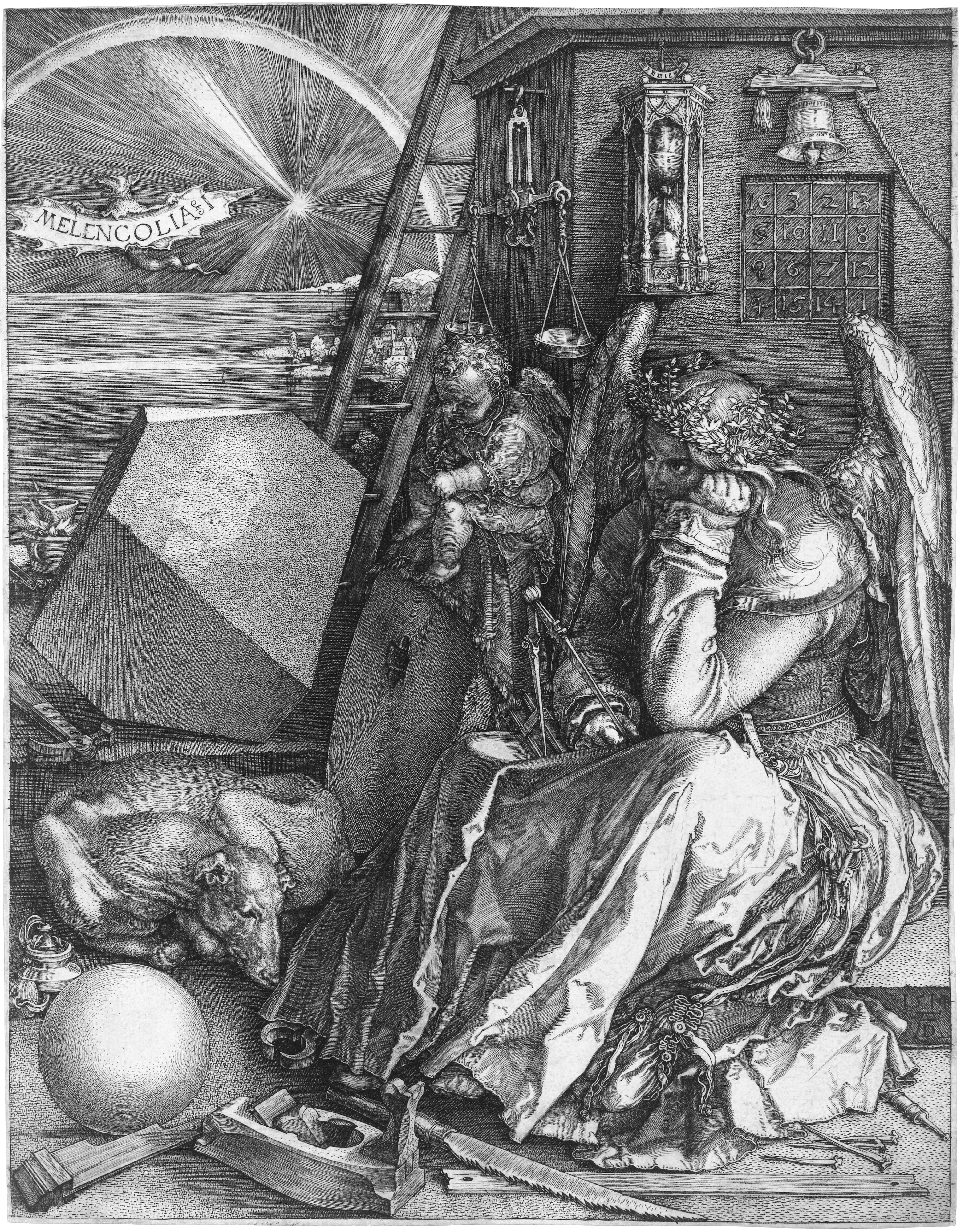
Melencolia I

パノフスキーのイコノロジーは、美術作品の外形ではなく、作品の主題・意味を取り扱う。パノフスキーによると、一つの作品は、ある意味を担う一種の言語とみなされるが、その意味には三つの層 (Three Strata）がある。
I. 第一段階的・自然的主題 Primary or natural subject matter
母親らしき女性と子供を描いた絵であるとか、穏やかな表現であるといった、画面に描かれた対象や色彩・形状など。
例）右のデューラー《メランコリア I》では、「翼を持った人物がしゃがみこんでいる」「道具類が周囲に散らばっている」といった、そこに描かれている事柄や状況（事実的主題）。また「この人物は物思いにふけっている」といった、特段の知識がなくとも見て取れる感情や心理的意味（表出的主題）。
II. 第二段階的・伝習的主題　Secondary or conventional subject matter
聖母子を描いた西洋絵画においては青色のガウンが貞淑さを表すとか、「剣」が正義や勇気を表現するといった、制作当時に常識とされていた慣習や取り決めなど。
例）《メランコリアI》では、膝の上に肘をついたこの人物のポーズが「四体液理論」でいう「憂鬱質」を示すこと、この人物が手に持っているコンパスや床に置かれている玉などが古くから「幾何学」の象徴であることなど。
これは作品そのものから読み取れず、この知識を得るためには過去にさかのぼる広範な史料調査を行う必要がある。パノフスキーはこの段階をイコノグラフィ（図像学）と呼んで、イコノロジーとは区別する。
III. 内的意味・内容 Intrinsic meaning or content
作品のさらに奥底にある歴史意識や精神文化。たとえば聖母子像に意識的・無意識的に宗教観・世界観の変遷が表現されているといった、作品が差し出している総合的な意味。パノフスキーは、これを探るための手法をイコノロジーと呼んだ。
例）《メランコリアI》では、第一段階の観察、第二段階の史料踏査を踏まえたうえで、なぜ「憂鬱質」の人物が「幾何学」と結びつけられているのか、床に雑多に並べられた「幾何学」とは無縁に見える道具類が何を意味するのかといった、作品の最終的な意味に対する総合解釈をもとめる作業が、この三段階目にあたる。
パノフスキー自身は、この人物の空を凝視する視線・力なく開かれた手のひらといった描写と、周囲にちらばる創造的な道具類との取り合わせが、高度な技術と知性を持ちながらも自らの限界に悩む人間の絶望感、とりわけルネサンスの美術家の挫折感の表現だとする解釈を提示している。

## イコノロジーへの批判
イコノロジーの方法論は20世紀の美術史学を方向づけた一方で、発表当初からさまざまな批判にさらされてきた。ヴァールブルク研究所の伝統を継いだゴンブリッチは、パノフスキーの想定している「絵画の意味の三つの層」のすべてが、論理的には破綻しうると指摘している。
- たとえば公共の場に掲げられた壁画作品のような場合、どこからどこまでを「意味の領域」と考えればよいのか（第1段階への批判）。
- 言語による描写は絵画による描写ほど、細部を正確に表現することができない。したがってどのような文献（テクスト）も、美術家の想像力に広い余地を残す。つまり作品と文献の慣習的な結びつきは一つには決まらない（第2段階への批判）。
- そもそも「意味」という言葉は、言葉ではなく絵画作品に適用されると、きわめてつかみどころがない。誰にとっての意味なのか。作者とは誰なのか、注文主か、美術家か。また制作される過程で「意図した意味」は変わることがないのか（第3段階への批判）。

しかしゴンブリッチはこのようなイコノロジー的手法の限界を認識しながらも、一次史料の厳密な踏査によって依然として美術史研究に適用しうると述べていた。

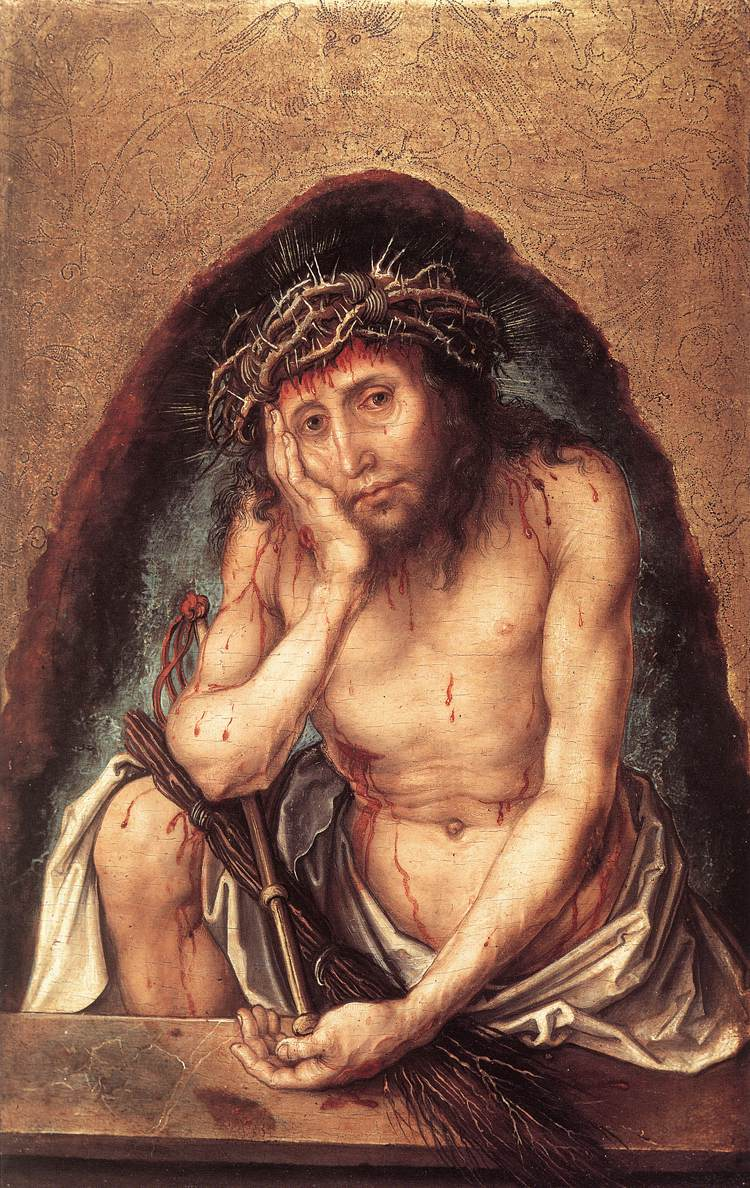
Albrecht Dürer, Christ as the Man of Sorrows

より厳しい批判が、近年フランスの美術史家ジョルジュ・ディディ＝ユベルマン( fr:Georges Didi-Huberman) によって行われている。
ディディ＝ユベルマンは主著の一つ『イメージの前で』(1990) において、まさにパノフスキーによる《メランコリアI》解釈を例にとって、パノフスキー流の見方が完全に成り立つ一方、この版画が制作された当時に広まっていた、座り込み頬杖をついた姿勢で表現される「メランコリー的キリストの図像」に範をとったとする解釈も同様に成り立つと指摘する。
これは図像というものが解釈の複数性を免れないにもかかわらず、パノフスキーの「イコノロジー」に従うと、その可能性を切り詰めて一つの解釈だけを選び取ってしまう、という批判だった。またディディ＝ユベルマンは、パノフスキーの考える「意味」という概念そのものについても疑念を示している。何をもって「意味」と考えるべきかはまったく自明ではなく、芸術作品には意味作用しか存在しないかのような前提も自明ではない、という批判である。
日本の美術史家・岡田温司も、同様の文脈で、パノフスキーが絵のなかのイメージを何らかの思想内容を運ぶ媒体でしかないかのように扱っている、と批判している。
このほかにも、イコノロジーは作品の意味だけに研究対象を限定することで様式や個人的表現としての芸術を無視する「イコノロジー的縮小」に過ぎないとか、逆にすべてが何かを象徴すると考える「過剰解釈」を生んだ、などとも批判された。
近年ではイコノロジーに代わる方法論として、「イコニーク」（イムダール）や「美術史的解釈学」（ベッチュマン）などが提案されているが、決定打はなく、現在でもイコノロジーは美術史学にとって様式論と並ぶ主要な方法論でありつづけている。